# Harasztai csata
A harasztai csata, a felkelők kódnevén a csata, „ahol megbántották őket” egy katonai hadművelet volt, melyet a szíriai felkelők indítottak a Szíriai Arab Hadsereg ellen Damaszkusz egyik északkeleti külvárosában, Harasztában és a Fegyveres Járművek Bázisánál.

## Előzmények
Haraszta Kelet-Gúta körzetében van, ami a szíriai polgárháború során ennek ellenére is sokszor a felkelők kezén volt. 2016 végén a kormány kelet-aleppói győzelme után a seregei figyelmét továbbra is rajta tartotta Damaszkusz külvárosain, mint ahogy az látszik a Wadi Barada-i offenzíván, és továbbra is nagy figyelmet szenteltek Gútának. Erre példa az ábúni offenzíva. A kelet-gútai törzsközi offenzíva alatt a Tahrir al-Sham, az Ahrar Al-Sham, a Jaysh al-Islam és a Szabad Szíriai Hadsereghez kapcsolódó al-Rahman Légió felkelői csoportok egymás között vívtak harcot a terület hovatartozásáért. A harcok késő tavasszal értek véget. 2017. július 22-én az Orosz Védelmi Minisztérium bejelentette, hogy az orosz katonai küldöttség és a Jaysh al Islam tárgyalásain megállapodásra jutottak Kelet-Gúta fegyvermentesítésében. 2017. augusztus 16-án a Failaq al Rahman egyik képviselője és egy orosz küldött egy megállapodást írt alá, mely alapján a szervezet bemehet az eszkalációmentes övezetbe. Ez a megállapodás augusztus 18-án lépett életbe.
Az SOHR azonban arról számolt be, hogy a kormány légi támadásai 2017. szeptember 27-én újraindultak. Októberben korlátozták az al-Wafideen átjáró használatát, ami az ellátási útvonalak beléptető pontja volt. Így hamarosan hiány alakult ki élelmiszerből és gyógyszerből is. Az ENSZ és a Human Rights Watch szerint október végétől november közepéig az összecsapások egyre intenzívebbek lettek, és sokszor jöttek olyan hírek, melyek szerint Kelet-Gútában heves támadások érnek sűrűn lakott területeket is, és támadás érte Haraszát is. Ezek közül az egyik támadás november 6-án egy óvodát ért. Más lövések Ein Tarma, Jobar és Kafr Batna, és Jisreen területén csapódtak be. Utóbbi helyen a Human Rights Watch szerint október 31-én egy iskolát ért aknavetős támadás. Mesraba területén ugyanazon a napon támadták meg az iskolát, Hamouriyah és Saqba oktatási intézményeit pedig november 8-án érte találat.

## Az offenzíva

### Első fázis
November 14-én a felkelők támadást indítottak a kormány kezén lévő egyik bázis ellen Harasztában, ahol felfegyverzett járműveket tároltak. Az Ahrar al-Sham vezette felkelői erők Haraszta külvárosában szintén megtámadták a Szíriai Hadsereg állásait a Rendőrség épületében. Ezután elfoglalták a hadsereg egyik állását, és megölték Walhid Khawashqi vezérőrnagyot. A bázis szélén a felkelők két pontot is elfoglaltak november 15-én délelőtt, de a kormányzati források szerint estére ezeket a hadsereg visszafoglalta, amiben segítségére voltak az Oroszország Légiereje által a felkelői állások ellen végrehajtott légi támadások is. A szíriai kormány szerint a támadás az oroszok által májusban tető alá hozott fegyvermentes övezetről szóló megállapodás felrúgását jelentette, erre válaszul támadásokat, légi csapásokat és ágyúzásokat indítottak el Haraszta, Irbin, Mesraba, Hamouriyah, és Saqba városok ellen Kelet-Gútában. Itt az első 20 órában legalább 8 lakos meghalt, 94 pedig megsebesült.
November 16-án a kormány hírei arról szóltak, hogy a támadást visszaverték, de az Ahrar al-Sham olyan videót hozott nyilvánosságra, melyen állítólag az látszik, hogy a csoport harcosai még mindig a bázison belül voltak. Később az Ahrar al-Sham a jelentések szerint elfoglalt egy parancsnoki állást a 46. század bázisának a közelében. Az APD egyik fotóriportere és ellenzéki források szerint, az Ahrar al-Sham támadásának megtorlására a kormány bombázni kezdte a felkelők kezén lévő területeket. Az Egészségügyi Világszervezet jelentése szerint, november 14. és 17. között 84 embert megöltek, 659-en megsebesültek, akik között több száz nő és gyermek is volt. A Human Rights Watch dokumentálta, ahogy a Faylaq al-Rahman kezén lévő, sűrűn lakott, bekerített Hamouriyah enklávé lakóövezete fölött orosz vagy szíriai fürtbombákat dobtak ki november 19-én, és több légi támadás is lezajlott november 23-án Irbin területén.
November 25-én a kormánypárti források szerint minden olyan terület, mely korábban a felkelők kezén volt, ismét a kormány seregének ellenőrzése alatt állt. A felkelők viszont arról számoltak be, hogy a bázis belsejében sikeresen visszaverték az ottani támadásokat. A jelentések szerint a felkelők pozíciói ellen indított ellentámadás részeként a kormány gépei egy népes piacot bombáztak Misraba városától, 1,5 km-re keletre. Ahol legalább 16 polgári lakost megöltek. November 14. és 30. között a Fehérsisakosok szerint az orosz-szíriai szövetséges katonai csoportok több mint 400 légi támadást indítottak Kelet-Gútában, az SOHR szerint pedig 127 ember halt meg a légitámadásokban és a rakétalövésekben a hónap végéig, köztük 30 gyermek.
Úgy gondolták, a felkelők kezén lévő területek, így Haraszta is humanitárius válság miatt szenved a kormány ostroma miatt. A lakosoknak „olyan kevés élelmiszerük volt, hogy szemetet kellett enniük, az éhségtől elájultak, a gyermekeik pedig felváltva ettek, minden nap másik.” Ez állt az ENSZ WFP jelentésében. Az Egészségügyi Világszervezet szerint még legalább 500 beteg és sebesült ember vár egészségügyi okokból Kelet-Gútából evakuálásra, aminek a feltételeit a szíriai kormány nem biztosította. A harasztai harcokkal összefüggésben többször is jelezték, hogy a szíriai és orosz légierő sűrűn lakott területek ellen hajtott végre légi támadásokat. Ezek közül egy december 3-án magát Harasztát találta el, ahol a jelentések szerint gyermekek is meghaltak. Aznap további kettőt a közeli Hamouriyah piaca és egy egészségügyi intézménye ellen hajtottak végre, ahol 18 polgári lakos halt meg.

### Második fázis

A csata térképe

2017. december 29-én a felkelők megindították az offenzíva második részét. Kormánypárti források arról számoltak be, hogy a HTS egy autóbombát indított a Hadsereg egyik állása ellen Haraztában korán reggel. Később az Ahrar al-Sham, a HTS és az Al-Rahman Légió a bázistól nyugatra több mint 50 épületet elfoglalt, így elvágták az utánpótlási útvonalat. A felkelők saját maguk azt mondták, még több helyet elfoglaltak a Felfegyverzett Járművek Bázisán. Az offenzívában az SAA és az NDF 47 tagját megölték, miközben „különböző kormánypárti formációkat (hadsereget és félkatonai erőket)” küldtek a frontvonalra. December 30-án egy segélyszervezet szerint egy a harasztai kórháznak dolgozó rohammentőst légvédelmi tűzben megöltek. Az ENSZ december 31-én arról számolt be, hogy Szíria és Oroszország új szárazföldi offenzívát indított, hogy Kelet-Gútában területeket foglaljon vissza. Aznap az egyik légi támadás eltalált egy központi egészségügyi központot Harasztában, ami miatt az egyik segélyszervezet szerint kisebb strukturális problémák adódtak.

## A védekezés
Január 1-én órákon keresztül a városi épület körül dúltak a harcok, miután állítólag az egyik felkelő felrobbantotta a második autóbombát is. A nap végén a Szíriai Hadsereg azt mondta, visszafoglalta a harasztai autóbusz-állomást, és kiűzte a felkelőket a városházából, miközben „több tíz” felkelővel végeztek. Eközben több mint egy tucat légi támadás volt a segítségükre. Eközben az Ahrar al-Sham azt mondta, tárgyalásokat folytatnak egy olyan útvonalról, ahol a Fegyveres Járművek Bázisán ragadt kormányseregek ki tudnak jutni. Ellenzéki források szerint a második fázis kezdete óta legalább 34 felkelőt megöltek, és 10 ember megsebesült mindkét oldalon. A kormánypárti és orosz bombák legalább 36 polgári lakossal végeztek, és a felkelők kezén lévő Harasztában még sokakat megsebesítettek. Január 2-án a jelentések szerint a szíriai seregek négy háztömböt elfoglaltak a városháza közelében, és tovább haladnak az Al-Barazi kórház felé. Eközben a felkelők még mindig a Jármű Bázist és a városházát próbálják meg elfoglalni, annak ellenére, hogy heves légi támadásokkal kell szembe nézniük.
Január 3-án a szíriai és orosz légierők fokozták a légi bombázások hevességét, hogy kimenekíthessék a bázison ragadt 200 katonájukat. A Mesraba és Arbin ellen indított január 4-i támadásoknak a hírek szerint több tucat áldozata volt, köztük több civil és gyerek is. Január 4-én a Szíriai Hadsereg megindította az ellentámadását, hogy felszabadítsa a Fegyveres Járművek Bázisát. Ez heves légi támadásokkal kezdődött, ami közben állítólag tönkretették a felkelők egyik központját. A kormányerők „több tucat épületet” visszafoglaltak, a Szíriai Hadsereg pedig 400 méterre megközelítette a Bázist. A harcok alatt az egyik légitámadás egy olyan épületet ért, melyet a felkelők gyakran használtak, és itt 16 ember halt meg. Január 5-én a hírek szerint a hadsereg visszafoglalta a felkelőktől a Basher Kórházat, mikor új harcot indított Haraszta kerületben, és most már kevesebb, mint 100 méter választotta el a katonai járművek depójának nyugati szélétől. Január 6-án ismét a harasztai lakóterület elleni támadásról szóltak a hírek.
Január 7-én legalább 19 légi támadást és 62 rakétatámadást indítottak a helyi Fehérsisakosok beszámolói alapján. Így már 94 polgári lakos meghalt, és legalább 460 megsebesült. Január 7-én a nap végére a kormánypárti hírek szerint a 4. fegyveres osztag a bázistól nyugatra elfoglalt egy malmot, és így áttörték az ostromot. Eközben az SOHR arról számolt be, hogy a kormányerők megnyitottak egy utat a bázishoz. Másnap reggel az SOHR azt jelentette, a 4. osztag megpróbálja kiszélesíteni a járműbázishoz megnyitott átjárót. Eközben a felkelők azon dolgoztak, hogy bezárják a rést. A felkelők ezzel együtt a bázis túlsó, keleti felén törtek előre, és két épületet elfoglaltak a Műszaki Intézetnél. Január 9-én folytatódtak a légi támadások Kelet-Gúta lakóövezeti részén, ahol a jelentések szerint meghalt 24 ember, ezek közül 10 gyermek volt. A támadott helyek között volt az ellenzék kezén lévő Hamourya is, ahol 13 civil halt meg. Az ENSZ jelentései szerint december 31-től 85 polgári áldozat volt, akik közül 30 még nem érte el a felnőttkort. Január 31-én a Polgári Védelem arról adott hírt, hogy aznap 85 kormánypártiak által indított légi támadás érte Haraszta területét.
Január 12-én a felkelők visszaverték a Szíriai Hadsereg egyik nagy támadását. Ennek ellenére a kormánypárti média arról számolt be, hogy a hadsereg és szövetségesei minden olyan területet visszafoglaltak, melyet a felkelők az elmúlt két hétben szereztek meg „beleértve a Karajat Al-Hajz (harasztai buszállomás) és a városháza környékén több épülettömb területét is.” Aznap a szíriai hadsereg három farmot foglalt el Douma és Haraszta között, és öt épületet megszereztek a buszállomás környezetében is, ami közel van a Kormányzati Épülethez. A jelentések szerint január 14-én a szíriai hadsereg három olyan föld-föld rakétát lőtt ki Haraszta és Douma közötti területekre, melyek klórral voltak megtöltve. Január 14-én a Polgári Védelem arról számolt be, hogy az elmúlt két hétben177 civil halt meg, köztük 51 gyermek. Eközben további 811 lakos sebesült meg. Az SOHR ezzel szemben azt állította, a hadműveletben 190-en haltak meg. Az UNICEF szerint több mint 30 gyermeket megöltek és két orvosi létesítményt lebombáztak. Január 17-ig a felkelők szerint összességében 231 kormánypárti katonát – köztük 107 tisztviselőt – öltek meg azóta, hogy a bázist december végén körbefogták.
A harasztai harcok hatására hatalmas tömegek hagyták el a lakhelyüket. 2018. január 11-én a város helyi önkormányzata úgy becsülte, január eleje óta 900 család hagyta el a várost. Az ENSZ jelentése szerint ugyanebben az időszakban 85 civil hunyt el a harcok miatt, köztük 30 gyermek. Ezen kívül legalább 183-an megsebesültek a harcok miatt. A harasztai lakosok a föld alá menekültek, hogy túléljék a bombázásokat.

## Újraindult hadműveletek
Január 20-án a szíriai kormány erői bejelentették, hogy újabb támadásokat indítanak Haraszta és Erbeen között, melyet a Köztársasági Gárda és a 4. osztag fog irányítani. Kezdetben "Joulan és UR-77 rakéták telepítésével aknazárat emelnek a műveleti terület köré". Jelentésük szerint "több tucatnyi" Faylaq al-Rahman- és HTS-harcos halt meg. Január 22-én a török Anadolu Agency helyi tudósítója Harasztát érő légi támadásokról számolt be. Február 1-én az SOHR hírei szerint legalább 21 rakéta célpontja volt Haraszta. Február 6-án a helyi aktivisták egy újabb támadáshullámról tettek bejelentést, amiben többek között föld-föld-támadások is voltak Harasztában. A SANA állami hírügynökség szerint február 8-án Haraszta kormányerők által ellenőrzött részén egy embert megöltek a felkelők gránátjai. Az ellenzéki aktivisták szerint január 5. és február 9. között 600 légi támadás érte Harasztát. Február 10-én a kormányerők azt írták, apránként haladnak előre” Harasztában. A Polgári Védelem és az SOHR több légi csapásról is beszámolt, melyeket február 11-én hajtottak végre Haraszta ellen. A szárazföldi harcok átnyúltak a következő hétre is. Az Al-Masdar február 14-én arról számolt be, hogy az SAA és a felkelők a külvárosban offenzívába kezdtek egymás ellen, ami közben 2018. eddigi legnagyobb tűzerejű harcát vívták.
A következő Ríf Dimask-i offenzíva 2018. február 16-án kezdődött, ami alatt Kelet-Gútát heves bombázások érték. A szíriai válság humanitárius koordinálásával megbízott ENSZ-küldött február 23-án azt mondta, Haraszta lakosságának 80%-a pincékben él, hogy átvészeljék a bombázásokat. Harasztát február 23-án és 24-én újabb bombatalálatok érték.
Az ENSZ egy 2018. február 25-i határozata 30 napos tűzszünetet szorgalmazott teljes Szíriában. A szíriai szárazföldi erők tovább haladtak, és az állami televízió szerint több épületet is elfoglaltak Harasztában. A Polgári Védelem légi és tüzérségi támadásokról számolt be. Február 26-án az állami televízió öt olyan felvételt közölt, melyeken Haraszta a légi támadások alatt szerepel. A narrátor szerint a célpontok a HTS harcosai voltak. A harcok középpontja a város szélén lévő Harasztai Farmok voltak. A megfigyelők és a Polgári Védelem polgári halottakról számolt be a környékről.